# Freestream
Freestream war ein britischer Automobilhersteller, der 2000–2006 in Leamington Spa (Warwickshire) ansässig war. Gründer waren die früheren McLaren-Mitarbeiter Graham Halstead und Ben Scott-Geddes.
Die beiden hatten vorher am McLaren F1-Projekt mitgearbeitet und wollten nun einen straßenzugelassenen Rennwagen bauen. Es wurde der Freestream T1 entworfen. Im April 2006 wurde die Gesellschaft vom indischen Konzern Caparo übernommen. Die neue Firma hieß Caparo Vehicle Technologies und aus dem Freestream T1 wurde der Caparo T1.